# الإبراهيمية القبلية
الإبراهيمية القبلية هي إحدى قرى مركز كفر سعد التابع لمحافظة دمياط بجمهورية مصر العربية.